# Brštanik (Opuzen)

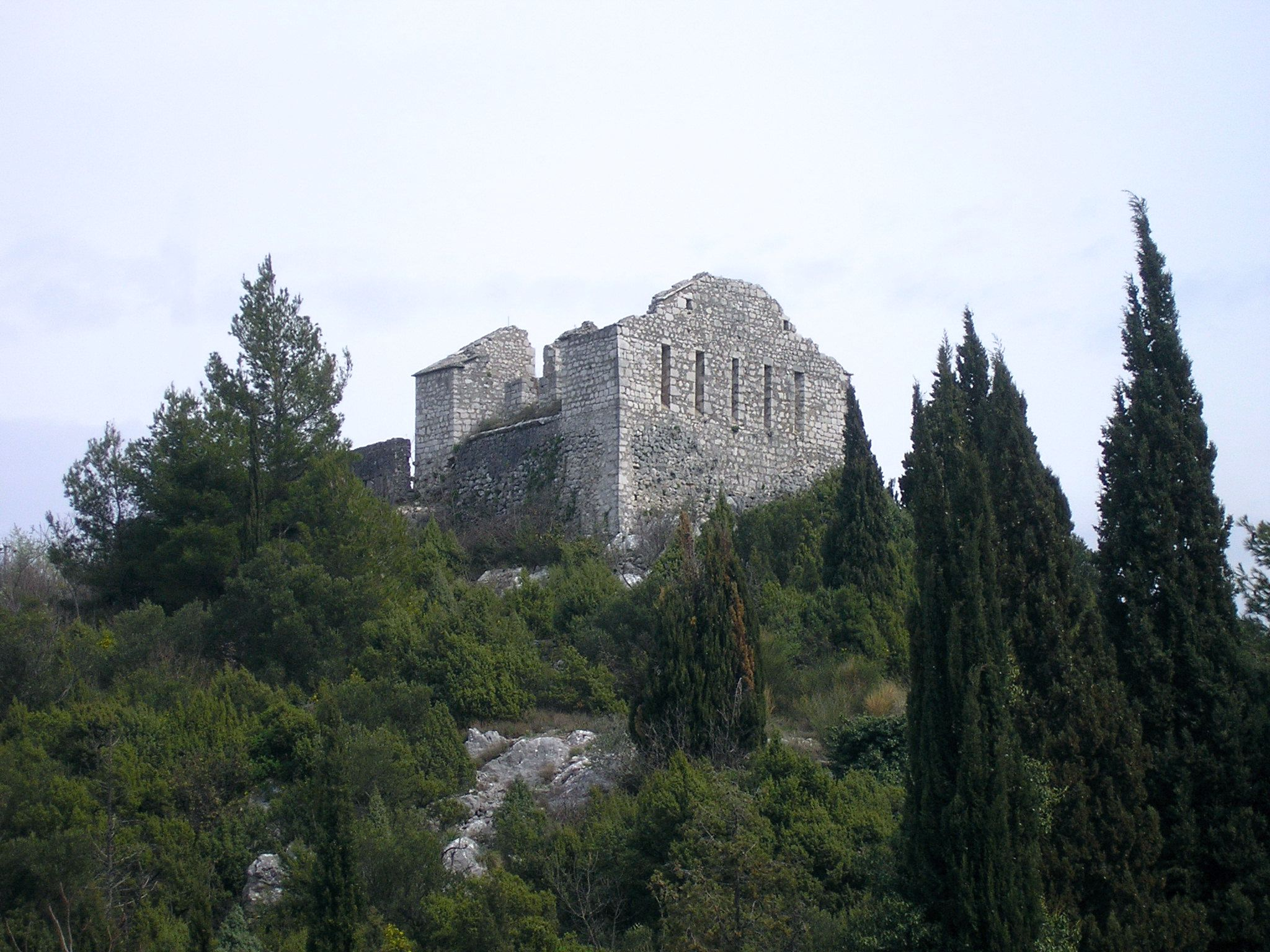
Ruinas de Brštanik.

Brštanik fue una ciudad medieval en la margen izquierda del río Neretva, junto a la ciudad de Opuzen, Croacia. La primera mención data del siglo XII, como propiedad del príncipe Miroslav de Hum. En 1373, el ban de Bosnia Tvrtko I Kotromanić construyó una fortaleza sobre los cimientos de la fortaleza romana existente, que, además de su función defensiva, también servía como mercado de sal. Con su construcción, Tvrtko obtuvo acceso al mar, y con la intención de construir astilleros previstos para evitar la dependencia económica y de tráfico de República de Ragusa. Los raguseos la demolieron en 1472 y también los otomanos en 1483.
La República de Venecia lo restauró en su forma actual en 1686, y hasta 1878 sirvió como fortaleza con una guarnición militar. A partir de 1886 sirvió como hospital para enfermos de cólera, y en 1938 fue incendiado. El fuerte está actualmente en ruinas. Está en la lista de bienes culturales protegidos de Croacia.